# 1926-os úszó-Európa-bajnokság
Az 1926-os úszó-Európa-bajnokságot Budapesten rendezték. Ez volt az első úszó-Európa-bajnokság. Az Eb-n csak férfi sportolók vettek részt, összesen 9 versenyszámot rendeztek. Ebből 6 úszás, 2 műugrás volt, egy pedig a vízilabdatorna.

## Magyar érmesek
| Érem  | Versenyző                                                       | Versenyszám | Versenyszám           |
| ----- | --------------------------------------------------------------- | ----------- | --------------------- |
| Arany | Bárány István                                                   | úszás       | Férfi 100 m gyors     |
| Arany | Férfi válogatott                                                | vízilabda   | csapat                |
| Ezüst | Bartha Károly                                                   | úszás       | Férfi 100 m hát       |
| Ezüst | Bitskey Zoltán Wanié András Tarródi Szigritz Géza Bárány István | úszás       | Férfi 4 × 200 m gyors |

## Éremtáblázat
(A táblázatban Magyarország eltérő háttérszínnel kiemelve.)
| Helyezés | Nemzet         | Arany | Ezüst | Bronz | Összesen |
| 1.       | Németország    | 5     | 3     | 4     | 12       |
| 2.       | Svédország     | 2     | 3     | 3     | 9        |
| 3.       | Magyarország   | 2     | 2     | 0     | 4        |
| 4.       | Belgium        | 0     | 1     | 0     | 1        |
| 5.       | Csehszlovákia  | 0     | 0     | 1     | 1        |
| 5.       | Nagy-Britannia | 0     | 0     | 1     | 1        |
| Összesen | Összesen       | 9     | 9     | 9     | 27       |

## Érmesek

### Úszás
| Versenyszám             | Arany                                                                                    | Arany   | Ezüst                                                                                | Ezüst   | Bronz                                                            | Bronz   |
| ----------------------- | ---------------------------------------------------------------------------------------- | ------- | ------------------------------------------------------------------------------------ | ------- | ---------------------------------------------------------------- | ------- |
| 100 m-es gyorsúszás     | Bárány István · Magyarország                                                             | 1:01,0  | Arne Borg · Svédország                                                               | 1:01,1  | Georg Werner · Svédország                                        | 1:03,6  |
| 400 m-es gyorsúszás     | Arne Borg · Svédország                                                                   | 5:14,2  | Herbert Heinrich · Németország                                                       | 5:21,4  | Friedrich Berges · Németország                                   | 5:25,6  |
| 1500 m-es gyorsúszás    | Arne Borg · Svédország                                                                   | 21:29,2 | Friedrich Berges · Németország                                                       | 22:08,2 | Joachim Rademacher · Németország                                 | 22:19,8 |
| 100 m-es hátúszás       | Gustav Fröhlich · Németország                                                            | 1:16,0  | Bartha Károly · Magyarország                                                         | 1:16,0  | Eskil Lundahl · Svédország                                       | 1:16,1  |
| 200 m-es mellúszás      | Erich Rademacher · Németország                                                           | 2:52,6  | Louis van Parys · Belgium                                                            | 2:54,8  | Wilhelm Prasse · Németország                                     | 3:00,1  |
| 4 × 200 m-es gyorsváltó | Németország · August Heitmann · Joachim Rademacher · Friedrich Berger · Herbert Heinrich | 9:57,2  | Magyarország · Bitskey Zoltán · Wanié András · Tarródi Szigritz Géza · Bárány István | 10:03,4 | Svédország · Åke Borg · Arne Borg · Eskil Lundahl · Georg Werner | 10:06,8 |

### Műugrás
| Versenyszám    | Arany                     | Ezüst                       | Bronz                          |
| -------------- | ------------------------- | --------------------------- | ------------------------------ |
| 3 m-es műugrás | Arthur Mund · Németország | Josef Lechnir · Németország | Július Balasz · Csehszlovákia  |
| Toronyugrás    | Hans Luber · Németország  | Helge Öberg · Svédország    | Albert Knight · Nagy-Britannia |

### Vízilabda
| Versenyszám | Arany        | Ezüst      | Bronz       |
| ----------- | ------------ | ---------- | ----------- |
| Férfi       | Magyarország | Svédország | Németország |